# Episodi di American Dad! (decima stagione)
La decima stagione di American Dad! è stata trasmessa negli Stati Uniti dal 29 settembre 2013 al 18 maggio 2014 sull'emittente Fox.
In Italia la decima stagione è stata trasmessa a partire dal 21 settembre al 16 novembre 2014 con un doppio episodio su Italia 2 fino al 19º episodio. Il 20º è stato trasmesso solo con la prima replica della stagione sempre su Italia 2 il 1º marzo 2015, senza tra l'altro apporre il logo di prima tv.
| N° | Codice di produzione | Titolo italiano                        | Titolo originale                      | Prima TV USA      | Prima TV Italia   |
| -- | -------------------- | -------------------------------------- | ------------------------------------- | ----------------- | ----------------- |
| 1  | 8AJN01               | La fantastica provetta di Steve e Snot | Steve & Snot's Test-Tubular Adventure | 29 settembre 2013 | 21 settembre 2014 |
| 2  | 8AJN02               | Poltergasm                             | Poltergasm                            | 6 ottobre 2013    | 21 settembre 2014 |
| 3  | 8AJN05               | Vita selvaggia                         | Buck, Wild                            | 3 novembre 2013   | 28 settembre 2014 |
| 4  | 8AJN03               | Missione taccheggio                    | Crotchwalkers                         | 10 novembre 2013  | 28 settembre 2014 |
| 5  | 8AJN07               | Tacchino alla cinese                   | Kung Pao Turkey                       | 24 novembre 2013  | 5 ottobre 2014    |
| 6  | 8AJN04               | Un film indipendente                   | Independent Movie                     | 1º dicembre 2013  | 5 ottobre 2014    |
| 7  | 8AJN08               | Faking Bad                             | Faking Bad                            | 8 dicembre 2013   | 12 ottobre 2014   |
| 8  | 7AJN19               | Un racconto di Natale                  | Minstrel Krampus                      | 15 dicembre 2013  | 12 ottobre 2014   |
| 9  | 8AJN10               | Vedo futuro                            | Vision: Impossible                    | 5 gennaio 2014    | 19 ottobre 2014   |
| 10 | 8AJN09               | Familyland                             | Familyland                            | 12 gennaio 2014   | 19 ottobre 2014   |
| 11 | 8AJN12               | La notte del sonnambulo                | Cock of the Sleepwalk                 | 26 gennaio 2014   | 26 ottobre 2014   |
| 12 | 8AJN13               | Le hostess disobbedienti               | Introducing the Naughty Stewardesses  | 16 marzo 2014     | 26 ottobre 2014   |
| 13 | 8AJN16               | Non sono un ragazzo da ponte ologrammi | I Ain't No Holodeck Boy               | 23 marzo 2014     | 2 novembre 2014   |
| 14 | 8AJN14               | Una pillola per Stan                   | Stan Goes on the Pill                 | 30 marzo 2014     | 2 novembre 2014   |
| 15 | 8AJN11               | Patria dolce patria                    | Honey, I'm Homeland                   | 6 aprile 2014     | 9 novembre 2014   |
| 16 | 8AJN06               | La cerchia ristretta                   | She Swill Survive                     | 13 aprile 2014    | 9 novembre 2014   |
| 17 | 8AJN15               | L'allungacollo                         | Rubberneckers                         | 27 aprile 2014    | 16 novembre 2014  |
| 18 | 8AJN19               | Il registro permanente                 | Permanent Record Wrecker              | 4 maggio 2014     | 16 novembre 2014  |
| 19 | 8AJN20               | Notiziando con Genevieve Vavance       | News Galances with Genevieve Vavance  | 11 maggio 2014    | 16 novembre 2014  |
| 20 | 8AJN18               | Una relazione a distanza cosmica       | The Longest Distance Relationship     | 18 maggio 2014    | 1º marzo 2015     |

## La fantastica provetta di Steve e Snot
- Sceneggiatura: Jordan Blum, Parker Deay
- Regia: Joe Daniello

Steve e Snot non riescono a trovare la ragazza per andare al ballo di fine anno così decidono di ricorrere alla macchina clonatrice della CIA.

## Poltergasm
- Sceneggiatura: Matt McKenna
- Regia: Pam Cooke, Valerie Fletcher

L'insoddisfazione sessuale di Francine scatena uno spirito malvagio che tormenta tutta la famiglia. E Stan dovrà riconsiderare l'atto sessuale.

## Vita Selvaggia
- Sceneggiatura: Brett Cawley, Robert Maitia
- Regia: Josue Cervantes

È la vigilia della battuta di caccia annuale della CIA. Steve vorrebbe andarci, ma il padre gli dice che è una cosa da uomini. Così Steve si infila nel caravan di Bullock.

## Missione taccheggio
- Sceneggiatura: Dan Vebber
- Regia: Tim Parsons, Jennifer Graves

Steve viene sorpreso a rubare in un negozio di caramelle di un vecchietto. Francine si arrabbia molto perché sono 30 anni che lei ruba nei negozi senza mai essere presa.

## Tacchino alla cinese
- Sceneggiatura: Erik Richter
- Regia: Rodney Clouden

È il Giorno del Ringraziamento. Stan pregusta una giornata in libertà a guardare gli incontri di Football Americano, ma Francine ha invitato i suoi genitori.

## Un film indipendente
- Sceneggiatura: Judah Miller
- Regia: Shawn Murray

Snot viene a sapere che suo padre, che non vede dall'età di otto anni, è morto. Steve vuole che vada al suo funerale in California, ma Snot non ne ha voglia.

## Faking Bad
- Sceneggiatura: John Unholz
- Regia: Jansen Yee

Hayley incontra una vecchia amica che va nei locali per maggiorenni con carte d'identità false. Chiede allora al fratello di falsificarle una carta d'identità.

## Un racconto di Natale
- Sceneggiatura: Murray Miller, Judah Miller
- Regia: Josue Cervantes

È Natale e Stan va con Steve a visitare il padre Jack in carcere con la speranza di riportare il figlio sulla retta via. Jack racconta che un tempo, come assistente di Babbo Natale, arrivava anche Krampus, un mostro che puniva i bambini cattivi. Ma un giorno, lui lo chiuse in una pentola e da allora il mondo è peggiorato. Steve e Stan non credono a questa storia fino a quando Stan non trova Krampus. Questi rapisce Steve e dichiara che lo libererà solo in cambio di Jack.

## Vedo futuro
- Sceneggiatura: Ali Waller
- Regia: Pam Cooke, Valerie Fletcher

In seguito ad un incidente, Roger entra in coma. Quando si risveglia, sono tutti attorno a lui. Il trauma ha "donato" a Roger la nuova capacità di vedere il futuro delle persone.

## Familyland
- Sceneggiatura: Joe Chandler, Nic Wegener
- Regia: Joe Daniello

Gli Smith vanno in gita a Familyland, un parco tematico incentrato sui valori della famiglia. Ma dall'inizio qualcosa non va.

## La notte del sonnambulo
- Sceneggiatura: Brian Boyle
- Regia: Shawn Murray

Stan tutte le mattine si mette un apparecchio dentale impregnato di torta al cioccolato. Ma un giorno, dopo essere stato celebrato dai suoi colleghi della CIA per la centesima uccisione, decide di abbandonare questa usanza infantile. Risultato: la sua coscienza lo fa camminare nel sonno e gli fa fare una serie di buone azioni come forma di compensazione. Stan va dal Dottor Penguin/Roger che però non lo aiuta. Finché l'idea giusta non viene a lui stesso: se costringerà la sua coscienza ad uccidere, sicuramente lo lascerà in pace.

## Le hostess disobbedienti
- Sceneggiatura: Judah Miller
- Regia: Josue Cervantes

Stan e Francine in volo verso le Hawaii notano la guardia del corpo di Cubano con una valigia sospetta. Quando la prendono, trovano i piani segreti per far saltare in aria il Sole! Stan, Francine e le hostess vanno in cerca di Cubano per fermarlo. Ma questi dice che i piani sono per danneggiare i Phoenix Suns.
Intanto Steve è innamorato perso di Jenna, fidanzata col giocatore di Football Figgus. Questi però la lascia, su ordine del Coach. Roger gli dà un'idea per conquistarla: si scambieranno le facce così Roger potrà conquistarla per Steve.

## Non sono un ragazzo da ponte ologrammi
- Sceneggiatura: Matt McKenna
- Regia: Jansen Yee

Contro i desideri di Francine, Stan porta Steve e i suoi amici nei boschi per trascorrere la giornata ma finiscono sul ponte ologrammi della CIA. Hayley intanto afferma di essere la regina di Roger dopo avergli 'regalato' una stella, acquistandola presso un sito internazionale di astronomia.

## Una pillola per Stan
- Sceneggiatura: Brett Cawley, Robert Maitia
- Regia: Chris Bennett

Stan si trasforma in una "donna" dopo l'assunzione di un farmaco sperimentale.

## Patria dolce patria
- Sceneggiatura: Dan Vebber
- Regia: Tim Parsons, Jennifer Graves

Stan si deve infiltrare in una manifestazione di Occupy per sventare un attentato terroristico. Viene però riconosciuto e sequestrato da tre attivisti radicali.

## La cerchia ristretta
- Sceneggiatura: Rick Singer
- Regia: Chris Bennett

Stan si arrabbia con Hayley perché si sveglia tardi e le dice che, per dimostrare che non sia una buona a nulla, dovrà pagare l'affitto di casa.

## L'allungacollo
- Sceneggiatura: Joe Chandler, Nic Wegener
- Regia: Rodney Clouden

Stan è a cena con Francine dal messicano. E' martedì sera, la serata per loro due. Ma lui si fa scoprire mentre fissa il seno della barista.

## Il registro permanente
- Sceneggiatura: Brian Boyle
- Regia: Tim Parsons, Jennifer Graves

Stan viene licenziato dalla CIA per dei tagli sul budget. Si ritrova disoccupato e scopre che il suo lavoro come agente non è segnato: è un segreto di stato!

## Notiziando con Genevieve Vavance
- Sceneggiatura: Ali Waller
- Regia: Shawn Murray

Hayley vuole diventare giornalista e divulgare notizie importanti come quella sull'Isola dei Rifiuti, massa di spazzatura grande come un continente.

## Una relazione a distanza cosmica
- Sceneggiatura: Jordan Blum, Parker Deay
- Regia: Pam Cooke, Valerie Fletcher

Hayley cerca di superare il dolore per il rapimento di Jeff, con l'aiuto di un milionario incontrato per caso. Steve e Snot però scoprono che Jeff è vivo e che sta cercando di ritornare a casa.